# ذئاب الليل (مسلسل عراقي)
ذئاب الليل مُسلسل حركة، إثارة، دراما، ومطاردات شرطة عراقي. من تأليف صباح عطوان وإخراج حسن حسني. أنتجتهُ شركة بابل للإنتاج السينمائي والتلفزيوني لتلفزيون العراق في آواخر الثمنانينات، ويُعد من أولى الأعمال التلفزيونية العراقية التي تحتوي على مشاهد عنف وتتناول مواضيع العصابات الإجرامية. عرض المسلسل على قناة تلفزيون العراق في أواخر عام 1992 وأستمر لثلاثون حلقة عرضت يومياً.
تتمحور أحداث المسلسل حول أربعة أشخاص خارجين عن القانون وعصابتهم الإجرامية التي تعمل على سرقة السيارات والأشخاص، تتكون العصابة من سيف المعروف بأسم «أبو جحيل» (جواد الشكرجي) قائد العصابة، منذر الملقب بـ «أبو علج» (جلال كامل)، مهند الملقب بـ «أبو فاس» (فارس خليل شوقي)، ونائل (حسن هادي)، بعد زيادة أعمالهم الإجرامية يوكل ضابط الشرطة المقدم بلال (سامي قفطان) بقضية ملاحقة العصابة عبر البلاد.
أنتجت شركة بابل جزء ثاني للمسلسل بشخصيات مختلفة عرض على قناة تلفزيون العراق في عام 1997.

## الممثلون والشخصيات

### عصابة أبو جحيل
- جواد الشكرجي بدور، سيف الملقب بـ «أبو جحيل»، زعيم عصابة المطلوبين الأربعة
- جلال كامل بدور، منذر الملقب بـ «أبو علج» أحد أفراد عصابة أبو جحيل، منذر طالب جامعي ومن عائلة متيسرة الحال وذو سمعة جيدة والده محامي، يعمل مع خاله مفيد في بيع الأجهزة الألكترونية
- فارس خليل شوقي بدور مهند الملقب بـ «أبو فاس»، أحد أفراد عصابة أبو جحيل
- حسن هادي، بدور نائل أحد أفراد عصابة أبو جحيل، ابن نوال المراهق، يعيش مع جدته، ينضم للعصابة
- محمد راضي بدور ابو طبر

### عائلة منذر
- بدري حسون فريد بدور مشتاق والد منذر
- فاطمة الربيعي بدور والدة منذر
- سامي قفطان بدور ضابط الشرطة مقدم بلال شقيق منذر الأكبر، يعمل في سلك الشرطة في مكافحة الإجرام برتبة مقدم
- بهجت الجبوري بدور شاهر تاجر يملك سوق خضروات أخو منذر الأكبر
- سهير أياد بدور دكتورة سناء أخت منذر
- إنعام الربيعي بدور رحاب أخت منذر
- وفاء حسين بدور ربى أخت منذر الصغرى وزميلة ميعاد في الجامعة
- عواطف السلمان بدور أم رنا زوجة بلال

### عائلة ميعاد
- مكي البدري بدور والد ميعاد
- سناء عبد الرحمن بدور ميعاد حبيبة منذر وزميلته في الكلية واخت سعاد الصغرى
- هناء محمد بدور سعاد شقيقة ميعاد الكبرى
- عماد بدن بدور حكمت شقيق كل من ميعاد وسعاد، يسعى لتزويج أخته ميعاد بجليل مديره في العمل

### عائلة نائل
- سهام السبتي بدور جدة نائل
- فوزية عارف بدور نوال والدة نائل
- سامي السراج بدور فياض زوج والدة نائل

### شخصيات ثانوية
- عبد الخالق المختار بدور زميل ميعاد بالكلية
- عبد الجبار كاظم بدور علاء وهو شرطي برتبة ملازم يعمل في مكافحة الإجرام مع المقدم بلال
- طعمة التميمي بدور عقيد الشرطة في مكافحة الإجرام، المسؤول عن المقدم بلال
- راسم الجميلي بدور ظاهر، رجل أعمال ثري تخطفه العصابة في إحدى الحلقات
- سمر محمد بدور نجلة عشيقة سيف أبو جحيل
- محسن العزاوي زوج نجلة
- فائزة جاسم بنت نجلة
- خليل عبد القادر، الإسكافي الذي عمل لديه نائل
- صادق علي شاهين بدور جليل
- صبحي العزاوي بدور أبو نجم صاحب المزرعة التي يعمل فيها جبر
- عبد علي اللامي بدور جبر يعمل في مزرعة أبو نجم وهو الشخص الذي شهد على جريمة قتل سائق الشاحنة التي قام بها عصابة أبو جحيل

## الإنتاج
أنتج المسلسل من قبل شركة بابل للإنتاج السينمائي والتلفزيوني في اوآخر الثمانينيات وكان وجيه عبد الغني منتجاً منفذاً للمسلسل، وكان الممثل والمخرج العراقي حسن حسني مخرجاً. صورت أحداث المسلسل في العاصمة العراقية بغداد وبعد مطاردة الشرطة للعصابة انتقل مسار الأحداث إلى عدة محافظات عراقية في الكوت والبصرة جنوباً حتى أربيل ودهوك في شمال العراق.
بسبب ما أحتواه المسلسل من مشاهد عنف ومظاهر العصابات الإجرامية اعترضت وزارة الإعلام العراقية حينها على عرض المسلسل بالشاشات العراقية، فشكلت لجنة من عدة جهات حكومية عملت على حذف بعض المشاهد والحوارات التي لم تكن مناسبة للعرض.

## الجزء الثاني (1996)
أنتجت شركة بابل جزء ثاني للمسلسل بشخصيات مختلفة عرض على قناة تلفزيون العراق في منتصف عام 1997. تتمحور أحداث المسلسل حول مجموعة من اللصوص، ممن سرقوا كمية من سبائك الذهب العائدة للحكومة العراقية قبل دخولهم السجن، وبعد إطلاق سراحهم، يعملون على استعادتها، ولكنهم يصطدمون بعصابة من المهربين، فتحدث بينهم سلسلة من المعارك، مع مطاردة رجال الشرطة لهم، والتي لن تكون عملية سهلة، كونهم يرتبطون بسلسلة من العلاقات التي تمكنهم من الهروب لفترة طويلة.

## وصلات خارجية
- ذئاب الليل على موقع السينما دوت كوم
- شاهد وتعرّف على شخصية أبو جحيل الحقيق